# Rossig ballonbekertje
Het rossig ballonbekertje (Sphaerosporella hinnulea) is een schimmel behorend tot de familie Pyronemataceae. Hij is komt voor op vochtige grond in loofbossen of op vochtige turfwand. Vaak gevonden op verbrande substraten, maar ook aangetroffen tussen mossen en op kale grond.

## Kenmerken
De apothecia (vruchtlichamen) zijn bekervormig en meten 3 tot 5 mm. Het bovenoppervlak is kaal, oranjebruin en heeft aan de rand kleine bruine haartjes. Het onderoppervlak is zeer fijn behaard. op Met een centraal gelegen steel is het vruchtlichaam aan het subtraat bevestigd. De geur en smaak niet onderscheidend. Het vruchtvlees oranjeachtig, tamelijk taai.
De asci zijn achtsporig en hebben blauwe apex in Melzers reagens. De ascosporen zijn rond, met een guttule, hyaliene in KOH/Melzer's en en meten 12-15 µm. De parafysen zijn cillindrisch en hebben een top van 2-6 µm. De haren zijn bruin in KOH.

## Verspreiding
Het rossig ballonbekertje komt met name voor in Europa en Noord-Amerika. In Nederland komt het rossig ballonbekertje vrij zeldzaam voor.